# Hesperocallis undulata
Hesperocallis undulata je jediný druh rodu Hesperocallis, řazený dnes do čeledi chřestovité (Asparagaceae) jednoděložných rostlin. V minulosti byl tento rod řazen do čeledi agávové (Agavaceae) nebo bohyškovité (Hostaceae). V nejnovějším taxonomickém systému APG III už nejsou tyto čeledi uznávány a Hesperocallis je řazen do podčeledi agávové (Agavoideae) čeledi chřestovitých (Asparagaceae) v rámci řádu chřestotvarých (Asparagales).

## Popis
Jedná se o vytrvalou, asi 30-180 cm vysokou rostlinu s podzemní cibulí a dužnatými kořeny. Listy jsou převážně přízemní, lodyžní jsou redukovány. Listy jsou jednoduché, nasivělé s bělavým okrajem, přisedlé, žilnatina je souběžná. Čepele jsou čárkovité, kýlnaté, asi 8-15 mm široké, na okraji zvlněné. Květý jsou v květenství, jedná se o vrcholový hrozen vonných květů, podepřených listeny. Okvětních lístků je 6, dole jsou srostlé v okvětní trubku. Jsou bílé barvy, naspodu mají zvýrazněné modrozelené střední žebro. tyčinek je 6, dole jsou srostlé s okvětní trubkou, prašníky jsou zlatavé. Semeník je svrchní, srostlé ze 3 plodolistů. Plodem je tobolka,.

## Rozšíření
Druh je rozšířen v Severní Americe, a to v pouštích států Nevada, Arizona a Kalifornie. Cibule voní po česneku a jsou jedlé, pojídali už Indiáni, španělští kolonisté je nazývali "ajo".